# María Amuchástegui
María Amuchástegui (Buenos Aires, 14 de marzo de 1953 - Buenos Aires, 19 de julio de 2017) fue una conductora, profesora de gimnasia, bailarina y cantautora argentina conocida en la década de 1980 por sus programas de gimnasia en la televisión.

## Biografía
María Amuchástegui se crio en una familia de artistas; su padre tocaba el bandoneón y la guitarra, y era compositor de tango, y su madre cantaba.
Fue la precursora del aerobics en la Argentina. Le dedicó la mayor parte de su vida al mejoramiento a través de una técnica llamada Fitness que aprendió en los Estados Unidos, en donde también se perfeccionó en "Workout" y en los "Jeans Aerobics". Bailarina clásica desde los cuatro hasta los veinticuatro años, se había especializado en "Tap". Desde los catorce viajó a Nueva York todos los veranos y cursó hasta séptimo año avanzado en "Tap Dance", graduándose en Hollywood. Al retornar a Buenos Aires se convirtió en profesora de baile de figuras como Antonio Gasalla, Carlos Perciavalle y Cecilia Rossetto. 
Su fama era tal que Susana Giménez la llamó para que le diera clases en su casa, y las grandes marcas de alimentos la contrataban para ser la cara de sus productos. 

## Televisión
Ya había tenido apariciones frente a cámara como fue el grupo de danza que actuó en la apertura de la primera temporada del programa Mesa de noticias en 1986.
En 1983 condujo con su programa Buen día Salud, que se emitía por las mañanas de ATC hasta 1986. Luego pasó a Canal 11 y a Canal 13 con un programa más periodístico y de mayor producción al que bautizó Buen Día, María. Estos ciclos se caracterizaron por ser los primeros programas de gimnasia en la pantalla chica argentina. Estaba acompañada por el Dr. Eduardo Lorenzo Borocotó, que aportaba datos sobre la salud física, y un grupo de chicas a las que las llamaban Las Marías.
En 2000 estuvo como invitada en el programa Sábado Bus conducido por Nicolás Repetto. Ese mismo año trabajó en un programa televisivo de corta duración por Canal 9.
En 2008 participó en un capítulo del programa CQC por telefé.
En 2010 fue invitada al programa Cuestión de Peso por Canal 13.
En 2012, tras varias décadas ausentadas de la TV, regresó con una participación en la telenovela Graduados, emitida por Telefe, encarnando a la profesora Miravelli, la docente de danza de la secundaria.

## Publicidad
Fue invitada a participar de un comercial de la marca de jugos Dink C en 1986. También participó en un comercial en el que promocionó un queso de bajas calorías, Cottage Mendinet a través de un cuadro de zapateo americano.

## Fallecimiento
Tras estar internada durante dos meses en el Sanatorio de la Trinidad (San Isidro) a causa de un ACV, falleció el miércoles 19 de julio de 2017 a los 64 años de edad. Un tiempo atrás le habían diagnosticado un proceso maligno en uno de sus brazos que terminó siendo amputado. No obstante eso, se ramificó causándole un cáncer de pulmón. Sus restos descansan en el cementerio Jardín de Paz de Pilar.

## Vida privada
En 1985 contrajo matrimonio con el polista Juan José Alberdi, en una boda que fue cubierta por todas las revistas de actualidad. Juntos tuvieron un hijo, al que bautizaron con el mismo nombre de su padre.  

## Etapa como cantautora
En 2005 sacó su primer disco titulado Camino de espejos (con temas como Sueño de amor, Laguna azul y Seres de la niebla). 

## Discografía
- 2005. Camino de espejos - CNR DISCOS S.R.L.